# Hernán Gamboa
Hernán José Gamboa Alexis (San Tomé, Anzoátegui, Venezuela; 18 de junio de 1946-Buenos Aires, Argentina; 10 de enero de 2016), más conocido como Hernán Gamboa, fue un cantante, músico y arreglista venezolano, uno de los fundadores de la agrupación Serenata Guayanesa y exponente de la ejecución del cuatro venezolano.

## Rasgos biográficos
Hernán José Gamboa Alexis fue el primero de los siete hijos del matrimonio del cantante, músico y compositor Carmito Gamboa Almeida y Carmen Alexis de Gamboa. Debido a sus tempranas inclinaciones musicales en la niñez inició sus estudios de música con su padre, Carmito Gamboa, quien le enseñó a tocar el cuatro venezolano, la guitarra y otros instrumentos de cuerda especializándose en el primero de ellos al iniciarse su carrera profesional. Así creó una técnica especial de ejecución llamada rascapunteo, que consiste en la combinación de una técnica del cuatro, llamada charrasqueo y una técnica de guitarra, llamada punteo.
En 1970 fundó, junto a sus amigos y colegas Mauricio Castro Rodríguez y los hermanos Iván y César Pérez Rossi, la agrupación musical "Serenata Guayanesa", en la del cual fue arreglista, cantante y primer cuatrista. En 1971, con sus compañeros de la agrupación que aun carecía de nombre acompaña a su padre, Carmito Gamboa en el disco "Serenata Guayanesa" editado por la Gobernación del Estado Bolívar para la Feria del Orinoco de ese año. Luego de una presentación en el entonces canal privado de televisión Cadena Venezolana de Televisión, el grupo asumió el nombre por el cual se le conoce y firmó su primer contrato discográfico con la empresa discográfica venezolana El Palacio de la Música. 
En 1977, sin renunciar al grupo, firma contrato con la  empresa discográfica venezolana, ya desaparecida, PROMUS para realizar su primer disco como solista, titulado "El Cuatro de Venezuela", presentado en agosto de ese año y asumiendo en lo sucesivo el título del disco como seudónimo artístico. Durante ese tiempo, en las pausas de las actividades del grupo, da clases de biología y química a estudiantes de bachillerato Sin embargo, en 1983, luego de la grabación del disco "Cantemos con los niños", se presentaron diferencias entre Gamboa y sus compañeros, lo que hizo que renunciara y se dedicara a su carrera como solista, unas veces como cantante y otras, como músico.
Debido a la distrofia muscular que padeció hasta la muerte su hijo Rodrigo Gamboa Díaz y buscando un diagnóstico claro y un tratamiento que funcionara, se mudó a los Estados Unidos en 1992, donde consiguió que lo trataran de manera satisfactoria. Se quedó en la ciudad estadounidense de Miami como Agregado Cultural del Consulado de Venezuela durante seis años, cargo para el cual fue designado por el presidente de la época, Rafael Caldera. Posteriormente, en el año 2010, abandona Estados Unidos y se radica en la capital de Buenos Aires, Argentina, donde continuaría su vida familiar y sus actividades artísticas hasta la muerte, viajando ocasionalmente a su país para presentar sus trabajos discográficos más recientes. 
El 2 de agosto de 2015, falleció víctima del cáncer de páncreas su esposa María Dácil Díaz lo cual afectó sentimentalmente al músico en sus últimos meses de vida.

## Fallecimiento
Falleció el 10 de enero de 2016, antes de fallecer su esposa, se le diagnosticó cáncer pulmonar, enfermedad de la cual falleció. Dispuso, como última voluntad que sus restos fueran incinerados y llevados a Venezuela.

## Nominaciones
Fue nominado al Grammy Latino por tres discos: El mundo en cuatro cuerdas, Serenatas en contrapuntos y La Fiesta, aunque no ganó dicho galardón.

## Discografía

### Con "Serenata Guayanesa"
| Año de publicación | Título                                                | Discográfica                               |
| ------------------ | ----------------------------------------------------- | ------------------------------------------ |
| 1971               | Serenata Guayanesa                                    | Gobernación del Estado Bolívar (Venezuela) |
| 1972               | Serenata Guayanesa                                    | El Palacio de la Música (Venezuela)        |
| 1973               | Serenata Guayanesa, Volumen 2                         | El Palacio de la Música (Venezuela)        |
| 1975               | Serenata Guayanesa, Volumen 3                         | El Palacio de la Música (Venezuela)        |
| 1978               | Serenata Guayanesa, Volumen 4                         | El Palacio de la Música (Venezuela)        |
| 1978               | Aguinaldos populares venezolanos (Volumen 5)          | El Palacio de la Música (Venezuela)        |
| 1979               | Serenata Guayanesa, Volumen 6                         | El Palacio de la Música (Venezuela)        |
| 1981               | Presencia viva de la Navidad (Volumen 7)              | Sonográfica (Venezuela)                    |
| 1981               | 10 años de éxitos                                     | EMI-Rodven (Venezuela)                     |
| 1982               | Serenata Guayanesa, Volumen 8: Cantemos con los niños | Sonográfica (Venezuela)                    |

### Como Solista
| Año de publicación | Título                                      | Discográfica                                    |
| ------------------ | ------------------------------------------- | ----------------------------------------------- |
| 1977               | El Cuatro de Venezuela                      | PROMUS (Venezuela)                              |
| 1979               | El Cuatro de Venezuela, Volumen 2           | El Palacio de la Música (Venezuela)             |
| 1981               | Hernán Gamboa y nuestros cuentos infantiles | Sonográfica (Venezuela)                         |
| 1982               | Hernán Gamboa canta a nuestros poetas       | Sonográfica (Venezuela)                         |
| 1982               | Evocación                                   | Sonográfica (Venezuela)                         |
| 1984               | Dicen que soy trovador                      | Sonográfica (Venezuela)                         |
| 1986               | Charango y Cuatro                           | Polydor-Philips (Argentina)                     |
| 1993               | El mundo en cuatro cuerdas                  | Sonográfica (Venezuela)                         |
| 2001               | Para el mundo                               | Ministerio de Relaciones Exteriores (Venezuela) |
| 2003               | Valses venezolanos                          | Pattaya Discos (Argentina)                      |
| 2004               | Sentir de América                           | Pattaya Discos (Argentina)                      |
| 2005               | Raíces y motivos                            | AVR (Venezuela)                                 |
| 2005               | Venezuela linda                             | Pattaya Discos (Argentina)                      |
| 2006               | Sentir de mi tierra                         | Pattaya Discos (Argentina)                      |
| 2006               | Tangos en 3 X 4                             | Pattaya Discos (Argentina)                      |
| 2006               | Juglaría                                    | Reyes                                           |
| 2006               | Serenatas en contrapuntos                   | Pattaya Discos (Argentina)                      |
| 2007               | La fiesta                                   | Union Music Group                               |
| 2007               | Mis aguinaldos                              | Pattaya Discos (Argentina)                      |
| 2008               | For the world                               | Pimienta Records                                |
| 2008               | Los cantos que cantamos                     | Pattaya Discos (Argentina)                      |
| 2008               | Mis joropos                                 | Pattaya Discos (Argentina)                      |
| 2010               | Joropotango                                 | Suramusic (Argentina)                           |
| 2011               | Uniendo mundos                              | Pattaya Discos (Argentina)                      |
| 2011               | Herencia de trovadores                      | AVR (Venezuela)                                 |

### Reediciones y compilaciones
| Año de publicación | Título                                 | Discográfica                        |
| ------------------ | -------------------------------------- | ----------------------------------- |
| 1988               | Canta a nuestros poetas                | MasterCard (Venezuela)              |
| 1998               | Evocación                              | Sonográfica (Venezuela)             |
| 2007               | Hernán Gamboa: De Colección            | Anes Records/Promus (Venezuela)     |
| 2008               | Música Popular Y Folclórica Venezolana | Producciones Palacio PR (Venezuela) |